# 本橋孝太
本橋 孝太（もとはし こうた、1988年11月29日 - ）は、地方競馬の船橋競馬場矢野義幸厩舎所属の騎手である。地方競馬教養センター騎手課程第83期生。

## 来歴
2006年3月31日付けで地方競馬騎手免許を取得。同年5月1日第2回船橋競馬第1日目第10競走新緑特別（C2一組）1番人気ギブリーで初騎乗（13頭立て4着）。同日第11競走C2三組条件戦をネイティブハンターで優勝し、初勝利（10頭立て9番人気）。
2007年3月25日から9月24日までの予定で高知競馬場で期間限定騎乗を行ったが、期間を延長し2008年3月24日まで騎乗した。高知競馬での所属は雑賀正光厩舎。
2007年4月8日高知競馬第8競走A3一般戦をコスモインバイトに騎乗し優勝、7戦目で高知での初勝利をあげる（8頭立て2番人気）。同年6月24日第35回高知優駿でパラダイスゲストに騎乗し重賞初出走（11頭立て10番人気8着）。
またケイエスゴーウェイとのコンビでクラスターカップ（5着）、JBCクラシック、ダイオライト記念などに遠征騎乗した。
同年11月25日には家族協賛祝本橋孝太19歳特別（D2）という名称の競走が高知競馬で実施された（11頭立て9番人気2着）。
2008年1月14日第22回全日本新人王争覇戦出場（11人中8位）。同年3月20日に船橋競馬場に戻り、南関東での騎乗を再開。同年12月30日大井競馬第10競走第2回東京シンデレラマイルをミスジョーカーに騎乗し優勝、重賞初制覇（16頭立て6番人気）。
2009年3月17日浦和競馬第4競走C3八組九組条件戦をジマンノムスメで優勝し、地方競馬通算100勝達成した（11頭立て5番人気）。
2012年6月6日大井競馬第11競走第58回東京ダービーをプレティオラスに騎乗して優勝した。
2021年5月14日浦和競馬第1競走をジョーストーリーで勝利して、地方通算9432戦目で1000勝を達成した。

## 主な騎乗馬
- ミスジョーカー（2008年東京シンデレラマイル）
- ウインクゴールド（2010年ニューイヤーカップ）
- ジャクソンライヒ（2011年東京湾カップ）
- プレティオラス（2012年東京ダービー、2013年東京記念、2015年大井記念、東京記念）
- セイントメモリー（2013年京成盃グランドマイラーズ、サンタアニタトロフィー、オーバルスプリント、2014年サンタアニタトロフィー、マイルグランプリ、2015年フジノウェーブ記念）
- ヤマノファイト（2018年ニューイヤーカップ、京浜盃、羽田盃、2019年報知オールスターカップ）
- ブラヴール（2020年京浜盃）
- ランリョウオー（2021年雲取賞、2022年大井記念、東京記念、2023年ブリリアントカップ、2024年金盃、2025年サンタアニタトロフィー）
- フィアットルクス（2021年ブリリアントカップ）
- ダノンレジーナ（2020年・2021年東京シンデレラマイル、2021年しらさぎ賞、2022年佐賀ヴィーナスカップ、兵庫サマークイーン賞、秋桜賞）
- スピーディキック（2021年東京2歳優駿牝馬）
- スティールルージュ（2022年若潮スプリント）
- カイル（2022年東京ダービー）
- フィールドセンス（2022年日本テレビ盃、スパーキングサマーカップ）
- プルタオルネ（2022年平和賞）
- メイドイットマム（2022年東京2歳優駿牝馬、2023年桜花賞【浦和】、ロジータ記念）

出典: